# James Bond 007 (jeu de rôle)
Pour les articles homonymes, voir James Bond (homonymie).
James Bond 007 est un jeu de rôle adapté des romans et des films de James Bond. Il est publié en 1983 par Victory Games. Gerard Christopher Klug en est chef du projet, Gregory Gorden et Neil Randall conçoivent le système de jeu alors que Robert Kern apporte sa science concernant l'agent 007.

Le jeu est basé sur un système de caractéristiques et de compétences associées. L'originalité vient essentiellement de la méthode d'achats de points. Le système de jeu est basé sur une table unique destinée à régler toutes les situations à partir de dés de pourcentage. À partir d'un seul jet de dé, on sait d'emblée le résultat et les effets.
Le jeu a développé également des règles originales concernant l'interaction des personnages, les poursuites et les combats.
En 1988, la société Jeux Descartes traduit le jeu en français.
- Matériel et suppléments
  - Livre de règles (basic game) : ce livret comprend l'ensemble des règles pour commencer à jouer (création des personnages, univers, le monde du jeu, les combats, les poursuites, les voyages, etc.)
  - Manuel du service Q (Q Manual) : ce supplément présente des armes, des véhicules et des gadgets divers. Presque tous ces objets sont accompagnés d'un petit commentaire signé par l'un des membres du service Q (qui sont eux-mêmes décrits en fin de manuel).
  - Pour votre information (For Your Information) : des nouvelles pour les situations délicates ou complexes. Beaucoup de conseils pour la création de scénarios, avec un système de tables aléatoires, des informations sur les moyens de transport, sur les services secrets du monde entier, sur les infiltrations d'espions mais également des règles sur le lavage de cerveau, des PNJ, des plans de villes, des gadgets, etc.
  - Thrilling Locations : ce manuel richement illustré (avec en particulier des photographies en couleurs) décrit des lieux familiers aux amateurs des aventures de James Bond : casinos, grands hôtels, restaurants étoilés, trains de luxe, navires, avions. Le tout, avec des plans, des PNJ, et des idées d'aventures.
  - Adversaires (Villains) : de nouveaux méchants machiavéliques et totalement originaux, à la mesure de James Bond, leurs organisations criminelles, leurs moyens, leurs seconds, et pour l'un d'eux les plans de son repaire. Et une section sur le SMERSH, la section du KGB spécialisée dans les assassinats, avec un scénario.

- Scénarios
  - Goldfinger : ce scénario suit assez fidèlement le schéma du film. Mais il offre toutefois suffisamment de différences pour conserver du suspense et présenter des surprises.
  - Docteur No : s'il reprend la trame du film - un agent de Kingston, Jamaïque, est porté manquant - il n'est pas identique dans la trame, les personnages et les lieux.
  - Octopussy : encore un scénario s'inspirant d'un des films, mais présentant suffisamment de différences dans la trame et les personnages pour surprendre les joueurs les plus aguerris.
  - You only live twice : scénario inspiré du film du même nom. Assez fidèle à la trame d'origine, il présente malgré tout quelques idées originales qui en font une aventure dépaysante.
  - Goldfinger II : premier scénario officiel totalement original, mais s'inspirant d'un des personnages de la série. Intrigue en Amérique du sud.
  - The man with the golden gun : nouveau scénario inspiré d'un film, mais offrant plus d'originalité que l'œuvre cinématographique.
  - Vivre et laisser mourir: Une intrigue se déroulant au cœur de l'univers vaudou. Riche en atmosphère envoutante et en sorcellerie, le scénario offre des situations reellement dangereuses pour les joueurs.
  - A view to a kill : inspiré du film, ce scénario présente quelques oppositions intéressantes et quelques savoureuses variantes.
  - You only live twice II : deuxième scénario officiel totalement original, cette histoire présente la particularité d'avoir été conçue par Raymond Benson qui devint auteur officiel des romans de James Bond dix ans plus tard. L'intrigue se déroule en Australie et quelques éléments seront réutilisés dans le roman Jour J moins dix.